# Ṇ́
Ṇ́ (minuscule : ṇ́), appelé N accent aigu point souscrit, est une lettre latine utilisée dans l’écriture du heiltsuk.
Il s’agit de la lettre N diacritée d’un accent aigu et d’un point souscrit.

## Usage informatique
Le N accent aigu point souscrit peut être représenté avec les caractères Unicode suivants : 
- composé et normalisé NFC (latin étendu additionnel, diacritiques) :

| formes    | représentations | chaînes de caractères | points de code | descriptions                                                     |
| --------- | --------------- | --------------------- | -------------- | ---------------------------------------------------------------- |
| capitale  | Ṇ́               | Ṇ◌́                    | U+1E46 U+0301  | lettre majuscule latine n point souscrit diacritique accent aigu |
| minuscule | ṇ́               | ṇ◌́                    | U+1E47 U+0301  | lettre minuscule latine n point souscrit diacritique accent aigu |

- décomposé et normalisé NFD (latin de base, diacritiques) :

| formes    | représentations | chaînes de caractères | points de code       | descriptions                                                                 |
| --------- | --------------- | --------------------- | -------------------- | ---------------------------------------------------------------------------- |
| capitale  | Ṇ́               | N◌̣◌́                   | U+004E U+0323 U+0301 | lettre majuscule latine n diacritique point souscrit diacritique accent aigu |
| minuscule | ṇ́               | n◌̣◌́                   | U+006E U+0323 U+0301 | lettre minuscule latine n diacritique point souscrit diacritique accent aigu |

## Sources
- Alphabet heiltsuk, Bella Bella Community School.